# Władysław Dobrzyński
Władysław Dominik Dobrzyński (ur.  9 lipca 1871 w Sokolnikach, zm. 24 maja 1937 w Warszawie) – polski mistrz szewski, działacz społeczny, polityczny i cechowy, radny Warszawy, senator III kadencji w II RP z ramienia Stronnictwa Narodowego.

## Życiorys

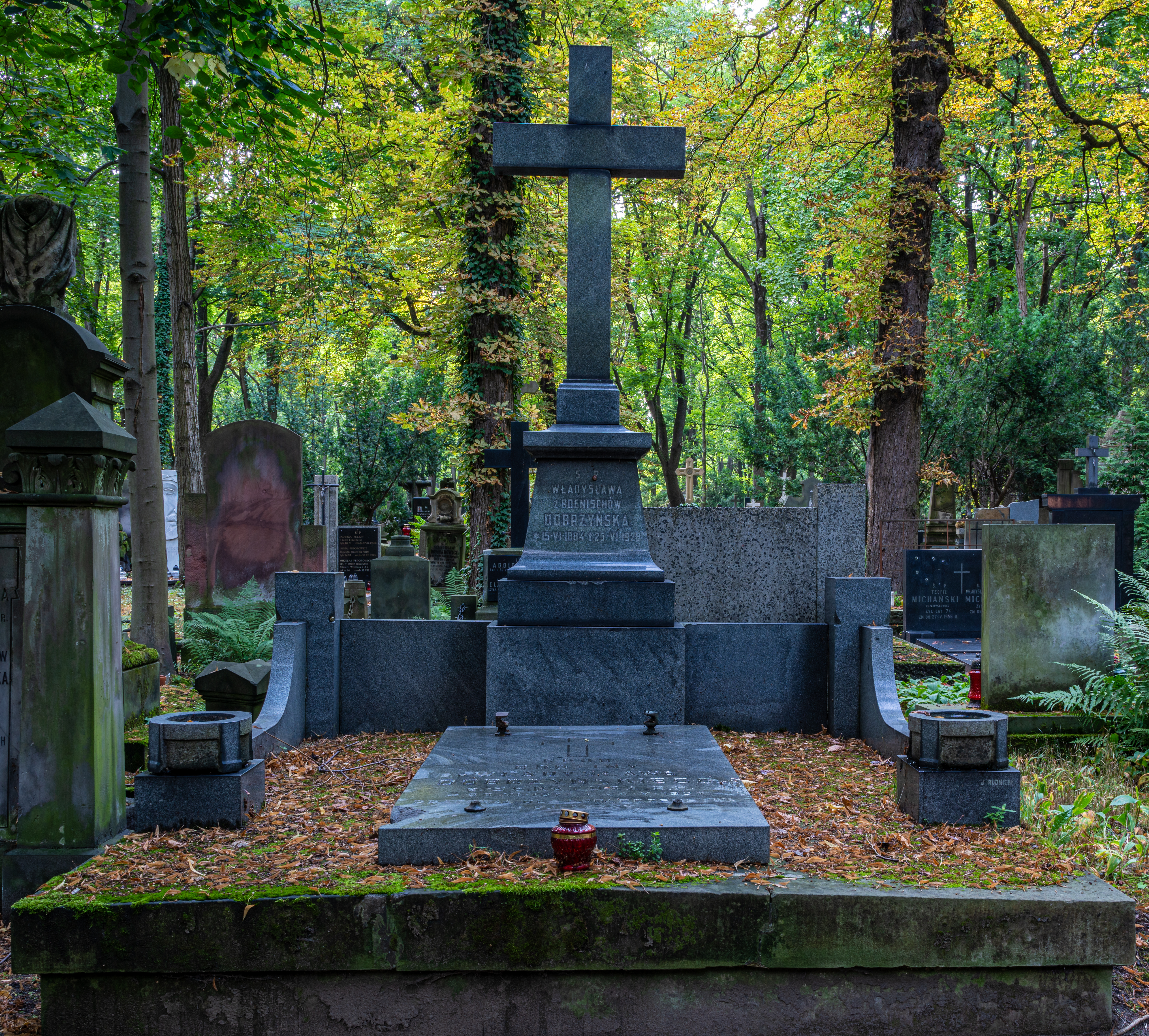
Grób Władysława Dobrzyńskiego na cmentarzu Powązkowskim

Przed I wojną światową działał w Sekcji Rzemieślniczej Towarzystwa Popierania Drobnego Przemysłu i Handlu.  
Od 1921, przez 16 lat był starszym Cechu Szewców Warszawskich. Należał do grona członków Komitetu Głównego Towarzystwa Rzemieślniczego w RP i członków Izby Rzemieślniczej w Warszawie. Zajmował się wydawaniem Gazety Przemysłowo-Rzemieślniczej. Był założycielem i prezesem XI Gniazda Sokoła im. Jana Kilińskiego. Wchodził w skład władz centralnych Polskiego Towarzystwa Gimnastycznego „Sokół”, pełniąc funkcję członka sądu honorowego. Był członkiem sekcji eksportowej Związku Rzemieślników Chrześcijan w RP. Reprezentował Towarzystwo Kredytowe m. st. Warszawy. Był członkiem zarządu i rady gospodarczej Archikonfraterni Literackiej. Pełnił funkcję członka dozoru cmentarzy rzymskokatolickich w Warszawie. Działał w Warszawskim Towarzystwie Dobroczynności. Był prezesem Związku Chrześcijańskich Cechów Szewców i Cholewkarzy. Zaangażował się w budowę pomnika Jana Kilińskiego w Warszawie, pełniąc funkcję wiceprezesa komitetu wykonawczego budowy pomnika.  
Należał do Rady Nadzorczej Towarzystwa Popierania Przemysłu i Handlu Polskiego „Rozwój”. Był uczestnikiem I. Konferencji Żydoznawczej zorganizowanej przez owe Towarzystwo w dniach 4-8 grudnia 1921. Podczas trwania Konferencji wchodził w skład komisji organizacyjno-gospodarczej. Organizował Dom Handlowo-Przemysłowy „Rozwój”. W wyborach w 1922 bezskutecznie kandydował do Sejmu z listy nr 8 (Chrześcijański Związek Jedności Narodowej). W 1926 został wybrany zastępcą delegata do Kasy Chorych miasta Warszawy z listy nr 5. Podczas wyborów parlamentarnych w 1928 był członkiem Komitetu Wyborczego Katolicko-Narodowego. Od 16 marca 1928 piastował stanowisko radnego Miasta Stołecznego Warszawy. W Radzie Miejskiej był członkiem Narodowego Koła Gospodarczego. Był prezesem koła i członkiem Rady Okręgowej Stronnictwa Narodowego w Warszawie.  
W wyborach w 1930 kandydował bezskutecznie do Senatu z listy nr 4 (Lista Narodowa) w okręgu wyborczym obejmującym województwo warszawskie. 26 lutego 1934 objął mandat senatorski w miejsce Stanisława Aleksandra Godlewskiego, który zmarł w trakcie kadencji. W Senacie był członkiem Klubu Narodowego. 
Zmarł po krótkich, lecz ciężkich cierpieniach 24 maja 1937 w Warszawie. Został pochowany na cmentarzu Powązkowskim w Warszawie (kwatera 189-1-11, 12).

## Rodzina
Był synem Tomasza, lokaja, i Anny z Więckowskich. 11 czerwca 1902 w kościele Wszystkich Świętych w Warszawie ożenił się z Władysławą z Boenischów (1884-1928), z którą miał syna Tadeusza Wiktora i córkę Kazimierę Annę.

## Ordery i odznaczenia
- Krzyż Pro Ecclesia et Pontifice (1935)[29]